# Dar al-Hadith al-Aschrafiya
Das Dar al-Hadith al-Aschrafiyya (arabisch دار الحديث الأشرفية, DMG Dār al-ḥadīṯ al-ašrafiyya) in Damaskus war eine der prestigeträchtigsten Institutionen für das Hadithstudium in der islamischen Welt seit dem 12. Jahrhundert, der unter anderem an-Nawawi, al-Subki und al-Mizzi angehörten. Sie befand sich in der Nähe des Osttores der Zitadelle von Damaskus Sultan Saladins.
Die Dar-as-Sunna-Schule (später umbenannt in Dar al-Hadith) wurde zu dem Zweck errichtet, die sunnitische Lehre zu festigen, eine Aufgabe, die Ibn ʿAsākir anvertraut wurde, dem Hadithgelehrten und Historiker von Damaskus.
Der Schafi'it Ibn as-Salāh (1181–1245) verfasste dort sein Muqaddima (Einführung in die Hadithwissenschaft), als er der Leiter der Institution war.